# Louise Marie Anne de Bourbon (1674-1681)
 (mars 2020).
Si vous disposez d'ouvrages ou d'articles de référence ou si vous connaissez des sites web de qualité traitant du thème abordé ici, merci de compléter l'article en donnant les références utiles à sa vérifiabilité et en les liant à la section « Notes et références ».
Louise Marie Anne de Bourbon dite Mademoiselle de Tours, est une princesse légitimée de France, née le 18 novembre 1674 à Saint-Germain-en-Laye et morte le 15 septembre 1681 à Bourbon-l'Archambault, est une fille de Louis XIV et de Madame de Montespan.

## Biographie
Née au château de Saint-Germain-en-Laye, Louise Marie Anne est le cinquième enfant naturel que Louis XIV eut de la marquise de Montespan. Confiée, comme ses frères et sœurs aux bons soins de Madame Scarron (née Françoise d'Aubigné, et future marquise de Maintenon en 1674), la petite fille, légitimée en janvier 1676 avec le titre de « Mademoiselle de Tours », connaît une enfance discrète à la cour du Roi Soleil.

Elle meurt en septembre 1681 à l'âge de six ans à Bourbon-l'Archambault et est inhumée dans le caveau des ducs de Bourbon dans l'église du prieuré de Souvigny.

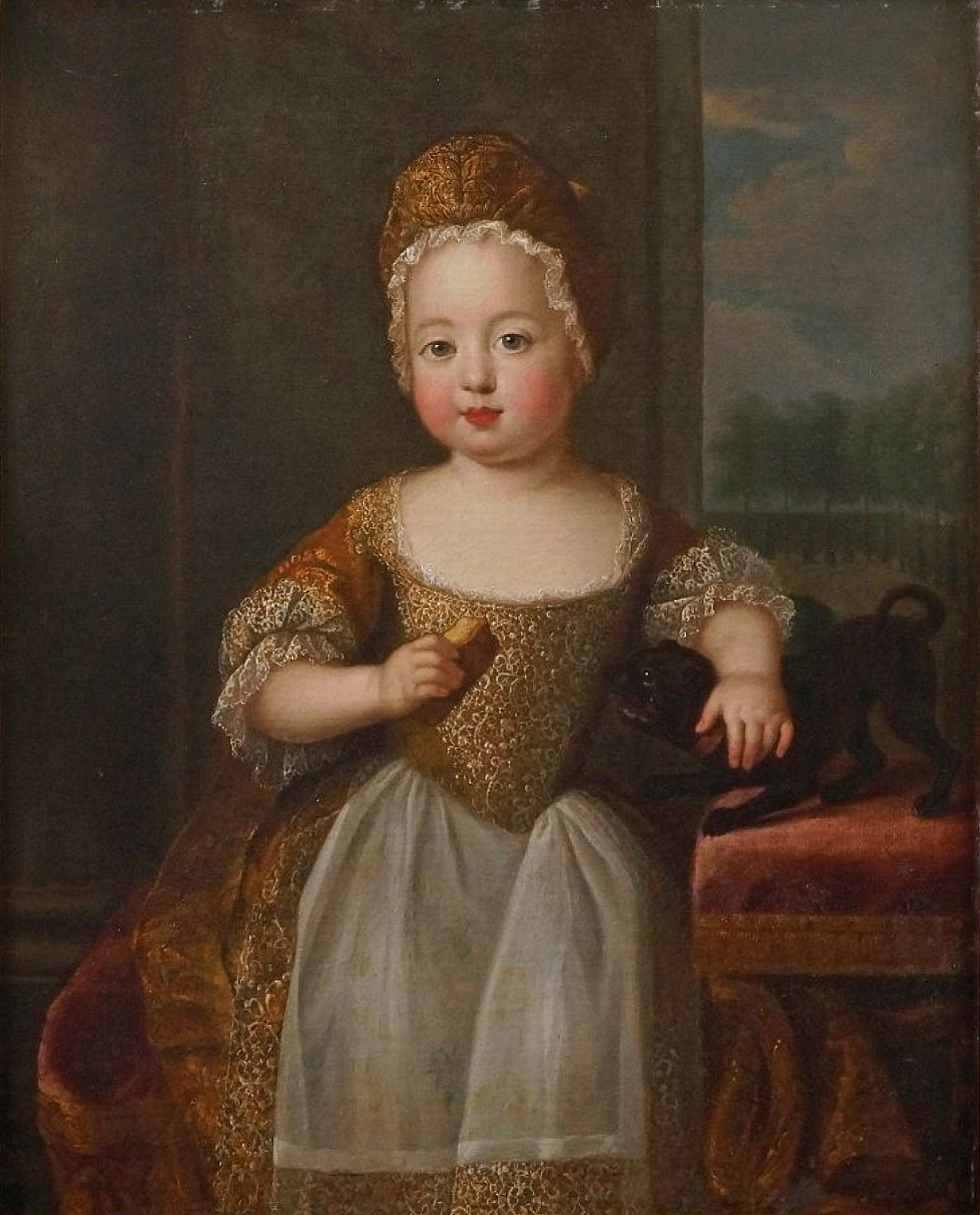
Portrait présumé de Louise-Marie
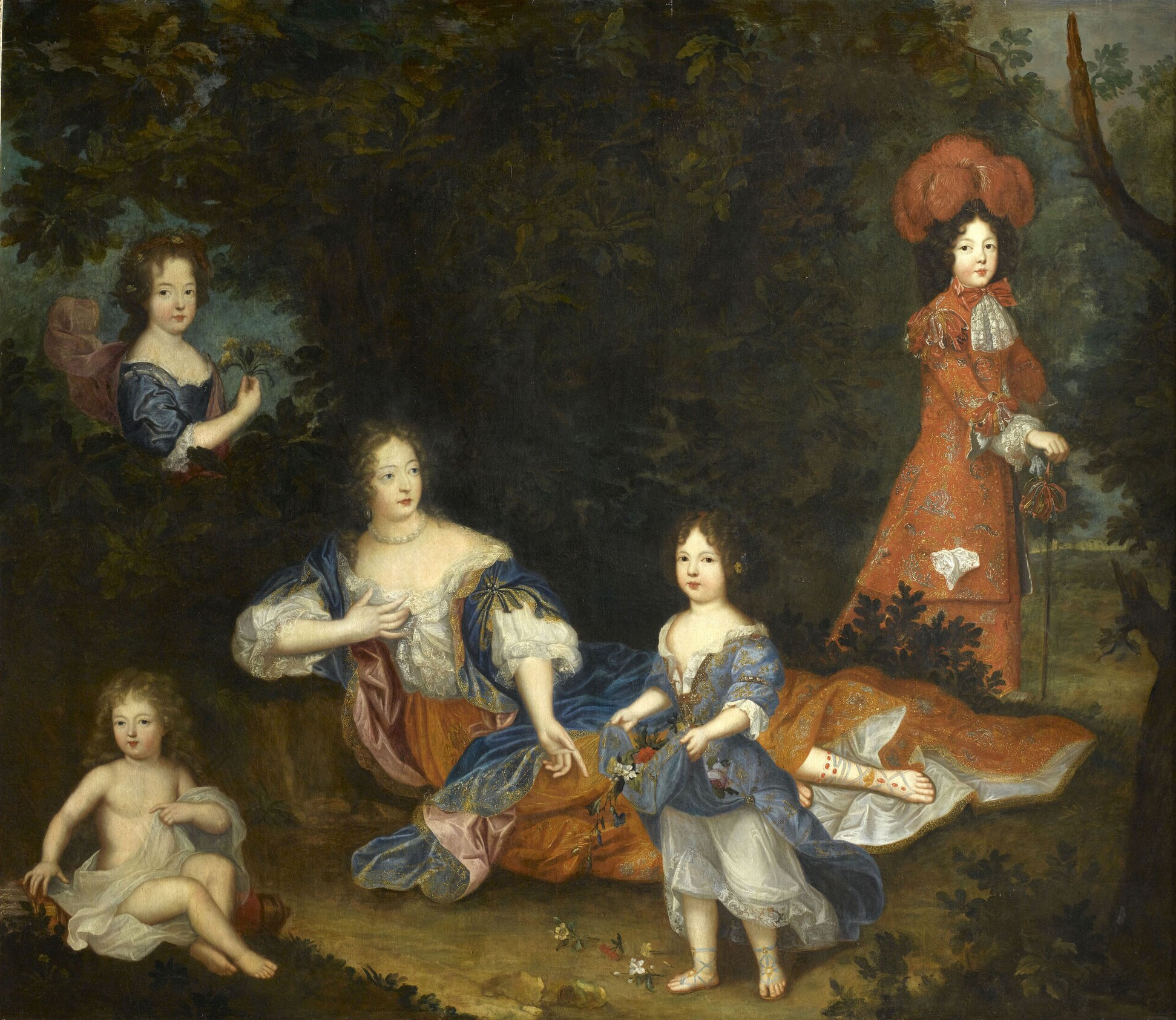
La Marquise de Montespan avec ses enfants : Louis-Auguste (duc de Maine; en rouge), Mademoiselle de Tours, Mademoiselle de Nantes, et Louis-César (comte de Vexin; assis nu en bas?)
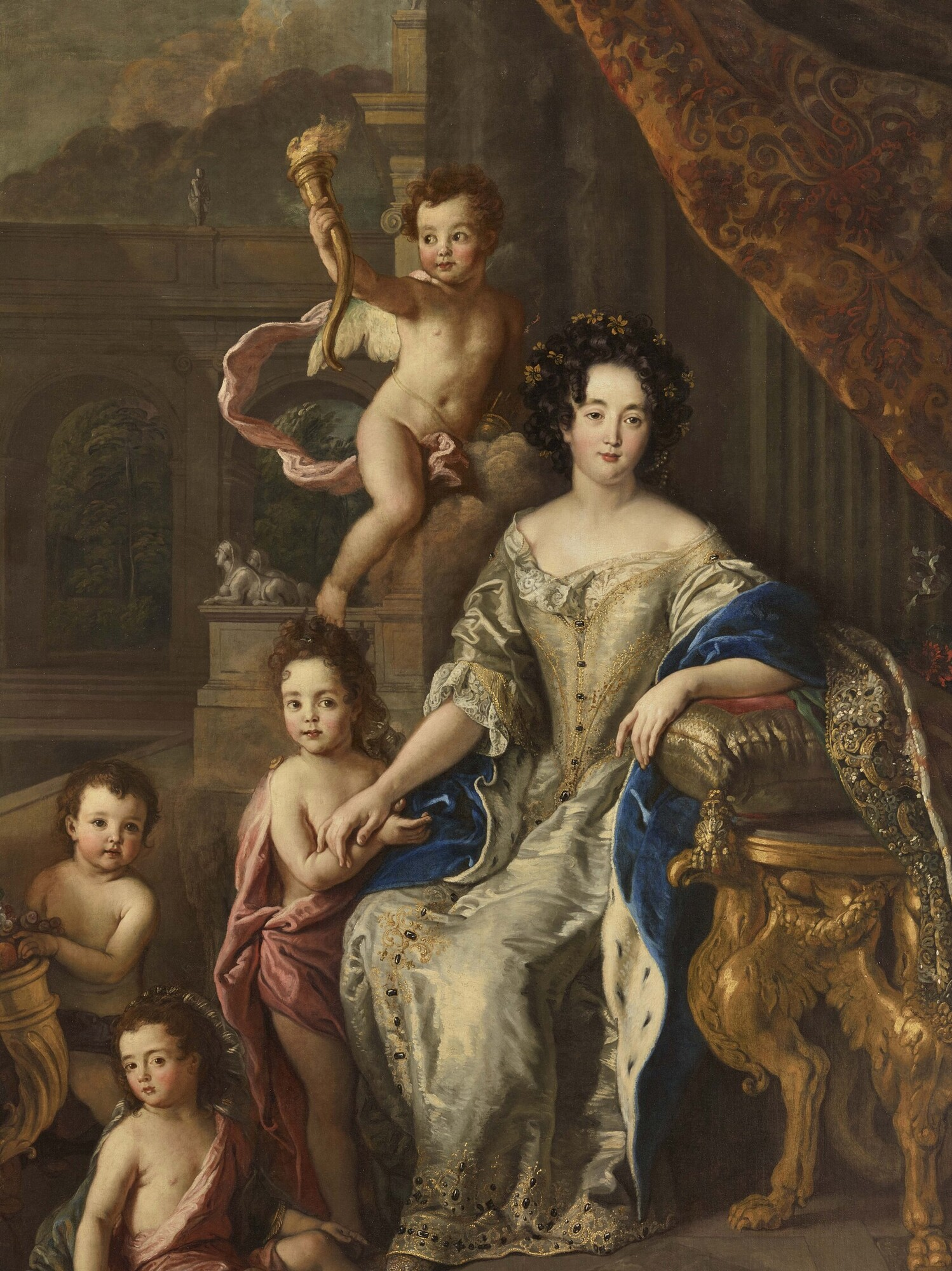
Madame de Montespan et ses 4 premiers enfants légitimés en 1677.